# 清水泰貴
清水 泰貴（しみず やすたか）は日本のテレビプロデューサー。フジテレビジョンスタジオ戦略本部第3スタジオチーフプロデューサー。妻はフリーアナウンサーで元フジテレビアナウンサーの武田祐子。1995年度入社。2011年7月 - 2014年6月は編成部所属→2014年7月 - 2017年はスカパーJSAT出向→2018年4月は編成総局バラエティ制作局バラエティ制作センター所属。2025年7月より現職。

## 現在の担当番組
レギュラー番組
- R4 STREET DANCE（チーフプロデューサー）

特別番組
- 密着!15人大家族うるしやま家（企画・演出・プロデュース）
- 土曜プレミアム 有吉弘行のものまねTHEワールド（企画・チーフプロデューサー）[1]

## 過去の担当番組
ディレクター
- サタ★スマ
- 2000FNS1億2700万人の27時間テレビ夢列島（2000年）
- FNS ALLSTARS 27時間笑いの夢列島（2001年）
- デリバリー・スマップ デリ!スマ
- ザ・レターズ〜家族の愛にありがとう
- ハッピーボーイズアワー爆笑おすピー問題!
- スマ夫
- 笑っていいとも!新春祭
- お台場明石城
- FNS ALLSTARS あっつい25時間テレビ やっぱ楽しくなければテレビじゃないもん!（2005年）
- FNS26時間テレビ 国民的なおもしろさ!史上最大!!真夏のクイズ祭り 26時間ぶっ通しスペシャル（2006年）
- FNS27時間テレビ みんな なまか だっ!ウッキー!ハッピー!西遊記!（2007年）
- FNS27時間テレビ!!みんな笑顔のひょうきん夢列島!!（2008年）
- フジテレビ開局50周年 名作ドラマ&映画全て見せます!SMAP PRESENTS ドラマの裏の本当のドラマ

オブザーバーディレクター
- SMAP×SMAP（以前はディレクター）
- ジャンプ!○○中
- 笑っていいとも!春・秋の祭典スペシャル（以前は演出 → ディレクター）
- 中居正広の(生)スーパードラマフェスティバル（以前は演出）

演出
- おすピー&ロンブーの起きなさいよッ!!
- オリキュン
- なるほど!ザ・ワールド 世界のびっくり人間100連発SP

アドバイザー
- アナ★バン!（以前はプロデューサー → チーフプロデューサー）

編成・編成企画
- 奇跡体験!アンビリバボー
- とんねるずのみなさんのおかげでした
- はねるのトびら
- World Baseballエンタテイメント たまッチ!
- 中居正広のプロ野球珍プレー好プレー大賞
- 平成教育委員会
- ジャイアントキリング
- ドリームオファー〜一流アスリートにムチャなお願いしちゃいました!SP〜
- となりのスージー（2012年10月4日）
- 芸能界特技王決定戦 TEPPEN
- ぶっちゃけ告白TV!カミングアウト!
- 天才リトル
- アバケン
- 志村だヨ!
- 日本全国ご自慢列島 ジマング
- 志村笑!
- クイズ30〜団結せよ!〜（以前は編成兼）
- 志村座
- FUJIYAMA FIGHT CLUB

制作プロデューサー
- BACK-UP!

プロデューサー
- アイドリング!!!
- オレワン
- キビシー!（2017年3月3日）[2]
- FNS27時間テレビ にほんのスポーツは強いっ!
- 日本中に元気を!!ジャニーズカウントダウン2020-2021〜東京の街から歌でつながる生放送〜
- FNS27時間テレビ 鬼笑い祭
- FNS27時間テレビ 日本一たのしい学園祭!

演出・チーフプロデューサー
- いきなり日本を笑わせろ!

チーフプロデューサー
- 森田一義アワー 笑っていいとも!（以前はディレクター → オブザーバーD）
- もしもツアーズ
- G★ウォーズ
- FNS5000番組10万人総出演! がんばった大賞（以前は演出）
- 夜の笑っていいとも!春・秋のドラマ特大号（以前は演出）
- 笑っていいとも!特大号（以前は演出 → ディレクター → オブザーバーD）
- 草彅剛の女子アナスペシャル（以前は総合演出）
- なりすまし悪魔（2011年6月30日）
- ダラケ! 〜お金を払ってでも見たいクイズ〜（BSスカパー!）
- 田村淳の地上波ではダメ!絶対!（BSスカパー!、企画兼）
- TOKIOカケル
- 坂上どうぶつ王国
- 関ジャニ∞クロニクル
- 国分太一のお気楽さんぽ - Happy Go Lucky -
- 国分太一の気ままにさんぽ
- トキタビ
- 日曜PLUS! あのちゃんのささやかな気持ちですが…（企画兼）[3]
- アゲジェネ!（2024年1月1日）[4]
- クイズバイヤー ～ヒントは賞金から買ってください～（2024年9月7日、企画兼）[5]
- まるごとハウスマッチ!（2024年10月2日、企画兼）[6]
- お宝査定ランキング!芸能人ハウスマッチ（2025年3月23日、企画兼）[7]

## 関連人物
- 日枝久（清水入社時のフジテレビ社長）
- 荒井昭博

同期入社
- 伊藤利尋
- 菊間千乃
- 高木広子
- 森昭一郎
- 明松功
- 太田一平（現共同テレビジョン所属）
- 金子傑
- 藪木健太郎